# N-Sk-S 48 U stodol
N-Sk-S 48 U stodol je tvrzový pěchotní srub, jeden ze dvou vybetonovaných objektů tvrze Skutina. Je umístěn asi 200 m východně od kóty Skutina.
Je to pěchotní srub oboustranný pravokřídlý, tedy má jen jednu střeleckou místnost na pravé straně, zatímco výzbroj na levé straně je umístěna pouze pod pancířem. Střelecká místnost měla být vyzbrojena 4cm kanónem a dvojčetem těžkých kulometů, které měly postřelovat terén svažující se k silnici z Polomu do Sněžného. Tvar terénu směrem k druhému tvrzovému pěchotnímu srubu, N-Sk-S 49 Pod lesem si vynutil, aby dvojče těžkých kulometů působící vlevo bylo přesunuto ze střílny pod betonem do pancéřové kopule. V ochranném křídle měl být umístěn pěchotní zvon pro těžký kulomet (což je v případě tvrzového objektu spíše výjimka) a jako třetí pancéřový prvek ve stropě objektu byl plánován dělostřelecký pozorovací zvon, který měl být hlavní pozorovatelnou pro dělostřeleckou věž v objektu N-Sk-S 50 Na kótě.

## Historie
Objekt byl jakožto tvrzový postaven ve IV. stupni odolnosti. Nemá klasický vchod jako izolované objekty, ale pouze nouzový výlez umístěný v diamantovém příkopu (po dokončení tvrze měla hlavní přístup do objektu představovat schodišťová a výtahová šachta z podzemí tvrze). Počítalo se s posádkou 25 mužů.
Oba pěchotní sruby měly být společně s objektem pro dělostřeleckou věž obklopeny společnou protipěchotní obvodovou překážkou.
Betonáž objektu probíhala ve dnech 13.–20.7.1938, na objekt se spotřebovalo 2410 m3 betonu. 
Do zastavení opevňovacích prací nebyl žádný z pancéřových prvků na strop objektu osazen. V září 1938 byla v objektu prozatímní posádka příslušníků 4. roty hraničářského pluku 18.
Po Mnichovské dohodě se objekt ocitl těsně za hranicí odstoupeného území (spolu s pěchotním srubem N-Sk-S 49, zatímco staveniště ostatních objektů zůstalo na českém území). Za německé okupace byly z objektu vytrženy střílny a většina objektu byla zatopena vodou. Díky tomu byla zdejší zajímavostí zachovalá výdřeva schodišťové šachty, po vyčerpání vody a zpřístupnění objektu však musela být po několika letech odstraněna.
V roce 1999 byly Klubem přátel tvrze Skutina na objektu zahájeny rekonstrukční práce. Objekt byl odvodněn, vyklizen a zrekonstruován tak, aby bylo možné jej v roce 2001 otevřít pro veřejnost jako muzeum tvrze Skutina, včetně schodišťové šachty a části podzemí (vybetonováno jen 9 m navazující chodby). . Provozovatelé muzea čelili kritice jiných bunkrologů proto, že si pro rekonstrukci objektu N-Sk-S 48 opatřili originální střílny vytržením z jiných objektů opevnění (střílnu M z objektu R-S 81 a střílnu L1 z cvičného objektu S1 u Žárovic ve vojenském újezdu Březina) a proto, že při pokusu o přesun lehkého objektu vz. 36 od Olešnice v Orlických horách došlo k jeho poničení.  Roku 2006 byly osazeny repliky pancéřových zvonů.

## Výzbroj

### Hlavní zbraně na levé straně
- zbraň M v kopuli KM

### Hlavní zbraně na pravé straně
- zbraň L1 (4cm kanón vz. 36 spřažený s těžkým kulometem vz. 37)
- zbraň M (dva spřažené těžké kulomety vz.37 ráže 7,92 mm)

### Další výzbroj
- 1 zbraň N – lehký kulomet vz. 26 k ochraně střílen hlavních zbraní
- 1 zbraň D – těžký kulomet vz. 37 v pancéřovém zvonu určený k ochraně okolí objektu
- 2 granátové skluzy

## Okolní objekty
- N-Sk-S 49 Pod lesem
- N-Sk-S 50 Na kótě (nepostavený)
- N-S 47 Jaroslav